# 25 halerzy czechosłowackich (1953)
25 halerzy (cz. 25 haléřů, słow. 25 halierov) – czechosłowacka moneta obiegowa o nominale 25 halerzy bita w latach 1953–1954, jednak pozostająca w obiegu aż do roku 1972.

## Wzór
W centralnej części awersu umieszczono pochodzące z małego herbu Czechosłowacji godło państwowe – heraldycznego wspiętego lwa w koronie o podwójnym ogonie. Na jego piersi znajdował się herb Słowacji – podwójny krzyż na trójwzgórzu. Poniżej umieszczono rok bicia (zapisany zewnętrznie), zaś wzdłuż otoku inskrypcję „REPUBLIKA ČESKOSLOVENSKÁ” (zapisaną wewnętrznie).
Rewers monety przedstawiał duży, zapisany arabskimi cyframi nominał pod pięcioramienną gwiazdą otoczony wieńcem gałązek lipowych, które u dołu przewiązane były wstęgą.

## Nakład
Podstawą prawną wprowadzenia monet nowego wzoru była ustawa z 30 maja 1953 r. o reformie walutowej. Zgodnie z postanowieniami zarządzenia Ministra Finansów z tego samego dnia 25-halerzowe monety bito z krążków o ząbkowanym rancie, grubości 1,2 i średnicy 24 mm. Jedna sztuka ważyła 1,43 g. Wytwarzano je z aluminium, choć dokładny stop nie został zdefiniowany w żadnym akcie prawnym (według jednej z wersji był to stop Al96,65Mg3Mn0,35). Nie podano także autora wzoru monet, choć wskazuje się, że projekt powstał w Związku Radzieckim.
Pierwsze egzemplarze z 1953 roku powstały w mennicy w Leningradzie, jednak w trakcie tego samego roku produkcję przeniesiono do słowackiej Kremnicy (egzemplarze wytworzone w poszczególnych mennicach różnią się liczbą ząbków rantu – według odmiennych źródeł jest to odpowiednio 134 i 145 lub 135 oraz zarówno 135, jak i 145 sztuk). Monety o tym wzorze bito jedynie przez dwa lata, do roku 1954, po czym zastąpiono je wariantem z 1962 roku. Oba typy uległy denominacji z końcem 1972 roku. Łącznie wybito ponad 215 mln sztuk tych monet, z czego 160 mln w pierwszym roku w Kremnicy.